# Klas Åmark
Klas Erik Åmark, född 15 maj 1944 i Solna församling i Stockholms län, är en svensk historiker, professor emeritus vid Stockholms universitet, Historiska institutionen. Han är son till överläkaren Curt Åmark och Karin Jonsson och gift med Sanna Vestin. 
Åmark har forskat om de svenska relationerna till Nazityskland, Förintelsen, politik, arbetsmarknad, genus, välfärd och mänskliga rättigheter. 
År 2016 publicerade Åmark boken Förövarna bestämmer villkoren: Raoul Wallenberg och de internationella hjälpaktionerna i Budapest. 2021 kom boken Främlingar på tåg: Sverige och förintelsen.